# Division Est de la NBA
La division Est (en anglais : East Division) est une ancienne division de la National Basketball Association (NBA) et de la BAA. 
La division est créée lors de la saison BAA 1946-1947 et a ensuite été conservée lors de la fusion BAA-NBL pour devenir la NBA en 1949. 
La division a existé jusqu'à la saison 1970-1971 lorsque la NBA est passée de 14 à 17 équipes et a créée deux conférences (Est et Ouest) avec deux divisions chacune (Atlantique et Centrale pour l'Est, Pacifique et Midwest pour l'Ouest).

## Équipes de la division Est
- Bullets de Baltimore (originelle), de 1948 à 1954, équipe disparue
- Bullets de Baltimore (Wizards de Washington maintenant), de 1966 à 1970, actuellement dans la division Sud-Est.
- Celtics de Boston, de 1946 à 1970, actuellement dans la division Atlantique.
- Royals de Cincinnati (Kings de Sacramento maintenant), de 1962 à 1970, actuellement dans la division Pacifique.
- Pistons de Détroit, de 1967 à 1970, actuellement dans la division Centrale.
- Bucks de Milwaukee, de 1968 à 1970, actuellement dans la division Centrale.
- Knicks de New York, de 1946 à 1970, actuellement dans la division Atlantique.
- Nationals de Syracuse/76ers de Philadelphie, de 1949 à 1970, actuellement dans la division Atlantique.
- Warriors de Philadelphie (Warriors de Golden State maintenant), de 1946 à 1962, actuellement dans la division Pacifique
- Steamrollers de Providence, de 1946 à 1949, équipe disparue
- Huskies de Toronto, de 1946 à 1947, équipe disparue
- Capitols de Washington, de 1946 à 1947 et de 1948 à 1951, équipe disparue

## Champions de la division Est
Légende :
- Vainqueur des Finales NBA ou Finales BAA
- Finaliste des Finales NBA ou Finales BAA

| Saison    | Franchise                | Bilan | %    | Résultats en playoffs |
| --------- | ------------------------ | ----- | ---- | --- |
| 1946-1947 | Capitols de Washington   | 49-11 | 81.7 | Défaite - Demi-finale (Stags) 4-2                                                                                                 |
| 1947-1948 | Warriors de Philadelphie | 27-21 | 56.3 | Victoire - Demi-finale (Bombers) 4-3 Défaite - Finales BAA (Bullets) 4-2                                                          |
| 1948-1949 | Capitols de Washington   | 38-22 | 63.3 | Victoire - Demi-finale de division (Stags) 2-0 Victoire - Finale de division (Royals) 2-0 Défaite - Finales BAA (Lakers) 4-2      |
| 1949-1950 | Nationals de Syracuse    | 51-13 | 79.7 | Victoire - Finale de division (Knicks) 2-1 Défaite - Finales NBA (Lakers) 4-2                                                     |
| 1950-1951 | Warriors de Philadelphie | 46-26 | 60.6 | Défaite - Demi-finale de division (Nationals) 2-0                                                                                 |
| 1951-1952 | Nationals de Syracuse    | 40-26 | 60.6 | Victoire - Demi-finale (Warriors) 2-1 Défaite - Finale de division (Knicks) 3-1                                                   |
| 1952-1953 | Knicks de New York       | 47-23 | 67.1 | Victoire - Demi-finale de division (Bullets) 2-0 Victoire - Finale de division (Celtics) 2-0 Défaite - Finales NBA (Lakers) 4-1   |
| 1953-1954 | Knicks de New York       | 47-23 | 67.1 | Défaite - Demi-finale de division (Celtics & Nationals) 4-0                                                                       |
| 1954-1955 | Nationals de Syracuse    | 43-29 | 59.7 | Victoire - Finale de division (Celtics) 2-1 Défaite - Finales NBA (Pistons) 4-3                                                   |
| 1955-1956 | Warriors de Philadelphie | 45-27 | 62.5 | Victoire - Finale de division (Nationals) 3-2 Victoire - Finales NBA (Pistons) 4-1                                                |
| 1956-1957 | Celtics de Boston        | 44-28 | 61.1 | Victoire - Finale de division (Nationals) 3-0 Victoire - Finales NBA (Hawks) 4-3                                                  |
| 1957-1958 | Celtics de Boston        | 49-23 | 68.1 | Victoire - Finale de division (Warriors) 4-1 Défaite - Finales NBA (Hawks) 4-2                                                    |
| 1958-1959 | Celtics de Boston        | 52-20 | 72.2 | Victoire - Finale de division (Nationals) 4-3 Victoire - Finales NBA (Lakers) 4-0                                                 |
| 1959-1960 | Celtics de Boston        | 59-16 | 78.7 | Victoire - Finale de division (Warriors) 4-2 Victoire - Finales NBA (Hawks) 4-3                                                   |
| 1960-1961 | Celtics de Boston        | 57-22 | 72.2 | Victoire - Finale de division (Nationals) 4-1 Victoire - Finales NBA (Hawks) 4-1                                                  |
| 1961-1962 | Celtics de Boston        | 60-20 | 75.0 | Victoire - Finale de division (Warriors) 4-3 Victoire - Finales NBA (Lakers) 4-3                                                  |
| 1962-1963 | Celtics de Boston        | 58-22 | 72.5 | Victoire - Finale de division (Royals) 4-3 Victoire - Finales NBA (Lakers) 4-2                                                    |
| 1963-1964 | Celtics de Boston        | 59-21 | 73.8 | Victoire - Finale de division (Royals) 4-1 Victoire - Finales NBA (Warriors) 4-1                                                  |
| 1964-1965 | Celtics de Boston        | 62-18 | 77.5 | Victoire - Finale de division (76ers) 4-3 Victoire - Finales NBA (Lakers) 4-1                                                     |
| 1965-1966 | 76ers de Philadelphie    | 55-25 | 68.8 | Défaite - Finale de division (Celtics) 4-1                                                                                        |
| 1966-1967 | 76ers de Philadelphie    | 68-13 | 84.0 | Victoire - Demi-finale de division (Royals) 3-1 Victoire - Finale de division (Celtics) 4-1 Victoire - Finales NBA (Warriors) 4-2 |
| 1967-1968 | 76ers de Philadelphie    | 62-20 | 75.6 | Victoire - Demi-finale de division (Knicks) 4-2 Défaite - Finale de division (Celtics) 4-3                                        |
| 1968-1969 | Bullets de Baltimore     | 57-25 | 69.5 | Défaite - Demi-finale de division (Knicks) 4-0                                                                                    |
| 1969-1970 | Knicks de New York       | 60-22 | 73.2 | Victoire - Demi-finale de division (Bullets) 4-3 Victoire - Finale de division (Bucks) 4-1 Victoire - Finales NBA (Lakers) 4-3    |

## Liste des équipes championnes de la division Est
| Franchise                                                      | Titres | Dernier titre | Années                                               |
| -------------------------------------------------------------- | ------ | ------------- | ---------------------------------------------------- |
| Celtics de Boston                                              | 9      | 1965          | 1957, 1958, 1959, 1960, 1961, 1962, 1963, 1964, 1965 |
| Nationals de Syracuse/76ers de Philadelphie                    | 6      | 1968          | 1950, 1952, 1955, 1966, 1967, 1968                   |
| Warriors de Philadelphie (Warriors de Golden State maintenant) | 3      | 1956          | 1948, 1951, 1956                                     |
| Knicks de New York                                             | 3      | 1970          | 1953, 1954, 1970                                     |
| Capitols de Washington                                         | 2      | 1949          | 1947, 1949                                           |
| Bullets de Baltimore (Wizards de Washington maintenant)        | 1      | 1969          | 1969                                                 |

## Résultats saison par saison
Légende :
- Vainqueur des Finales NBA
- Finaliste des Finales NBA
- Qualifié pour les séries éliminatoires

| Saison | Bilan des équipes    | Bilan des équipes    | Bilan des équipes    | Bilan des équipes    | Bilan des équipes    | Bilan des équipes  | Bilan des équipes |
| --- | -------------------- | -------------------- | -------------------- | -------------------- | -------------------- | ------------------ | ----------------- |
| Saison | 1er                  | 2e                   | 3e                   | 4e                   | 5e                   | 6e                 | 7e                |
| 1946 : La division Est est formée avec six équipes inaugurales. |                      |                      |                      |                      |                      |                    |                   |
| 1946-1947 | Washington (49-11)   | Philadelphie (35-25) | New York (33-27)     | Providence (28-32)   | Boston (22-38)       | Toronto (22-38)    |                   |
| 1947 : Les Huskies de Toronto disparaissent et les Capitols de Washington rejoignent la division Ouest. |                      |                      |                      |                      |                      |                    |                   |
| 1947-1948 | Philadelphie (27-21) | New York (26-22)     | Boston (20-28)       | Providence (6-42)    |                      |                    |                   |
| 1948 : Les Capitols de Washington reviennent dans la division. Les Bullets de Baltimore arrivent de la division Ouest. |                      |                      |                      |                      |                      |                    |                   |
| 1948-1949 | Washington (38-22)   | New York (32-28)     | Baltimore (29-31)    | Philadelphie (28-32) | Boston (25-35)       | Providence (12-48) |                   |
| 1949 : Les Steamrollers de Providence disparaissent. Les Nationals de Syracuse fusionnent avec la NBL. |                      |                      |                      |                      |                      |                    |                   |
| 1949-1950 | Syracuse (51-13)     | New York (40-28)     | Washington (32-36)   | Philadelphie (26-42) | Baltimore (25-43)    | Boston (22-46)     |                   |
| 1950-1951 | Philadelphie (40-26) | Boston (39-30)       | New York (26-30)     | Syracuse (32-34)     | Baltimore (24-42)    | Washington (10-25) |                   |
| 1951 : Les Capitols de Washington disparaissent à la mi-saison. |                      |                      |                      |                      |                      |                    |                   |
| 1951-1952 | Syracuse (40-26)     | Boston (39-27)       | New York (37-29)     | Philadelphie (33-33) | Baltimore (20-46)    |                    |                   |
| 1952-1953 | New York (47-23)     | Syracuse (47-24)     | Boston (46-25)       | Baltimore (16-54)    | Philadelphie (12-57) |                    |                   |
| 1953-1954 | New York (47-23)     | Boston (42-30)       | Syracuse (42-30)     | Philadelphie (29-43) | Baltimore (16-56)    |                    |                   |
| 1954 : Les Bullets de Baltimore disparaissent au cours de la saison. |                      |                      |                      |                      |                      |                    |                   |
| 1954-1955 | Syracuse (43-29)     | New York (38-34)     | Boston (36-36)       | Philadelphie (33-39) |                      |                    |                   |
| 1955-1956 | Philadelphie (45-27) | Boston (39-33)       | Syracuse (35-37)     | New York (35-37)     |                      |                    |                   |
| 1956-1957 | Boston (44-28)       | Syracuse (38-34)     | Philadelphie (37-35) | New York (36-36)     |                      |                    |                   |
| 1957-1958 | Boston (49-23)       | Syracuse (41-31)     | Philadelphie (37-35) | New York (35-37)     |                      |                    |                   |
| 1958-1959 | Boston (52-20)       | New York (40-32)     | Syracuse (35-37)     | Philadelphie (32-40) |                      |                    |                   |
| 1959-1960 | Boston (59-16)       | Philadelphie (49-26) | Syracuse (45-30)     | New York (27-48)     |                      |                    |                   |
| 1960-1961 | Boston (57-22)       | Philadelphie (46-33) | Syracuse (38-41)     | New York (21-58)     |                      |                    |                   |
| 1961-1962 | Boston (60-20)       | Philadelphie (49-31) | Syracuse (41-39)     | New York (29-51)     |                      |                    |                   |
| 1962 : Les Royals de Cincinnati arrivent dans la division car les Warriors de Philadelphie déménagent et rejoignent la division Ouest, devenant les Warriors de San Francisco. |                      |                      |                      |                      |                      |                    |                   |
| 1962-1963 | Boston (58-22)       | Syracuse (48-32)     | Cincinnati (42-38)   | New York (21-59)     |                      |                    |                   |
| 1963 : Les Nationals de Syracuse déménagent et deviennent les 76ers de Philadelphie. |                      |                      |                      |                      |                      |                    |                   |
| 1963-1964 | Boston (59-21)       | Cincinnati (55-25)   | Philadelphie (34-46) | New York (22-58)     |                      |                    |                   |
| 1964-1965 | Boston (62-18)       | Cincinnati (48-32)   | Philadelphie (40-40) | New York (31-49)     |                      |                    |                   |
| 1965-1966 | Philadelphie (55-25) | Boston (54-26)       | Cincinnati (45-35)   | New York (30-50)     |                      |                    |                   |
| 1966 : Les Bullets de Baltimore rejoignent la division en provenance de la division Ouest. |                      |                      |                      |                      |                      |                    |                   |
| 1966-1967 | Philadelphie (68-13) | Boston (60-21)       | Cincinnati (39-42)   | New York (36-45)     | Baltimore (20-61)    |                    |                   |
| 1967 : Les Pistons de Détroit rejoignent la division en provenance de la division Ouest. |                      |                      |                      |                      |                      |                    |                   |
| 1967-1968 | Philadelphie (62-20) | Boston (54-28)       | New York (43-39)     | Détroit (40-42)      | Cincinnati (39-43)   | Baltimore (36-46)  |                   |
| 1968 : Les Bucks de Milwaukee arrivent en tant qu'équipe d'expansion. |                      |                      |                      |                      |                      |                    |                   |
| 1968-1969 | Baltimore (57-25)    | Philadelphie (55-27) | New York (54-28)     | Boston (48-34)       | Cincinnati (41-41)   | Détroit (32-50)    | Milwaukee (27-55) |
| 1969-1970 | New York (60-22)     | Milwaukee (56-26)    | Baltimore (50-32)    | Philadelphie (42-40) | Cincinnati (36-46)   | Boston (34-48)     | Détroit (31-51)   |
| 1970 : La NBA est divisée en deux conférences Est et Ouest. Les Celtics de Boston, les Knicks de New York les 76ers de Philadelphie rejoignent la division Atlantique, les Bullets de Baltimore et les Royals de Cincinnati rejoignent la division Centrale, et enfin les Pistons de Détroit et les Bucks de Milwaukee rejoignent la division Midwest. |                      |                      |                      |                      |                      |                    |                   |